# Ahtyba Rubin
(en) Statistiques sur pro-football-reference
Ahtyba Rubin, né le 25 juillet 1986 à Fort Belvoir (Virginie, États-Unis), est un joueur américain de football américain. 

## Enfance
Rubin est diplômé en 2004 de la Escambia High School de Pensacola.

## Carrière

### Université
Le site de recrutement Rivals.com le classe trois étoiles et est recruté par l'université d'État de l'Iowa. Jouant en ligne offensive durant son enfance, il est changé de poste au profit de la ligne defensive et joue neuf matchs lors de la saison 2006. Il finit cette saison avec trente-quatre tacles, quatre tacles pour des pertes et un sack.
En 2007, il fait sa dernière année universitaire, étant titulaire à tous les matchs et effectue quarante-deux tacles dont quatre pour des pertes et 1,5 sack.

### Professionnel
Ahtyba Rubin est sélectionné au sixième tour du draft de la NFL de 2008 par les Browns de Cleveland au 190e choix. Lors de ces deux premières années, il est le nose tackle remplaçant de Shaun Rogers. Rogers se blesse lors du douzième match de la saison 2009 contre les Bengals de Cincinnati, ce qui permet à Rubin d'être titulaire. Lors de la off season 2010, Cleveland échange le defensive end Corey Williams au Lions de Detroit, Rogers prend le poste de end, permettant à Rubin de garder sa place de titulaire au poste de nose tackle.
La saison 2010 est une très bonne année pour Rubin qui tacle à quatre-vingt-sept reprises et intercepte une passe de Matt Cassel des Chiefs de Kansas City, sa première en professionnel.
Le 11 septembre 2011, il signe une prolongation de contrat de trois ans avec Cleveland, le liant jusqu'en 2014 avec la franchise des Browns.